# Oblężenie Cuzco (1536–1537)
Oblężenie Cuzco – oblężenie, które miało miejsce w okresie od maja 1536 r. do marca 1537 r. w trakcie powstania Manco Inki (1536–1537) podczas hiszpańskiego podboju Peru. 
W maju 1536 r. Manco Inka zgromadził wielkie siły (ponad 100 000 wojowników), z którymi rozpoczął oblężenie Cuzco. Władca Inków wykorzystał fakt nieobecności w mieście większości wojsk hiszpańskich pod wodzą Diego de Almagro, które operowały na południu kraju. W mieście stacjonowało zaledwie 200 Hiszpanów i pewna liczba sprzymierzonych Indian. W wyniku długotrwałego oblężenia Inkowie zajęli część przedmieść, a w centrum miasta wybuchły liczne pożary. W czasie jednego z wypadów śmierć poniósł jednak Juan Pizarro. Śmierć jednego z dowódców nie załamała jednak obrońców, którzy skutecznie bronili się przez osiem miesięcy. Na wieść o nadchodzących oddziałach hiszpańskich w marcu 1537 r. Inka zakończył oblężenie i wycofał się ze swoimi wojskami w góry.